# Griček pri Željnah
Griček pri Željnah – wieś w Słowenii, w gminie Kočevje. W 2018 roku liczyła 73 mieszkańców.